# Kanton Pont-de-Salars
Kanton Pont-de-Salars (francouzsky Canton de Pont-de-Salars) je francouzský kanton v departementu Aveyron v regionu Midi-Pyrénées. Tvoří ho osm obcí.

## Obce kantonu
- Agen-d'Aveyron
- Arques
- Canet-de-Salars
- Flavin
- Pont-de-Salars
- Prades-Salars
- Trémouilles
- Le Vibal